# Pedro González Vera
Pedro González Vera (Valdivia, 17 de outubro de 1967) é um ex-futebolista chileno que atuava como atacante.

## Carreira
Pedro González Vera integrou a Seleção Chilena de Futebol na Copa América de 1997 e 99.